# President del Saeima
El President del Saeima (en letó: Saeimas priekšsēdētājs) és el portaveu del Parlament de la República de Letònia, el Saeima.
El President del Saeima és nomenat directament pels parlamentaris i pren possessió del càrrec immediatament després de la notificació de la primera reunió posterior a les eleccions. En el cas que el president de Letònia no sigui en el país o no pugui exercir les seves funcions, el portaveu del Parlament actua com a president interí del país. Des de l'11 d'abril de 2014 és la seva Presidenta Ināra Mūrniece.

## Presidents del Saeima (1922-1934)
| Nom               | Data                                     | Partit                            |
| ----------------- | ---------------------------------------- | --------------------------------- |
| Frīdrihs Vesmanis | 7 de novembre de 1922-17 de març de 1925 | Partit Socialdemòcrata Obrer Letó |
| Pauls Kalniņš     | 20 de març de 1925-15 de maig de 1934    | Partit Socialdemòcrata Obrer Letó |

## President del Consell Suprem (1990-1993)
| Nom                 | data                               | Partit                                  |
| ------------------- | ---------------------------------- | --------------------------------------- |
| Anatolijs Gorbunovs | 2 maig de 1990-6 de juliol de 1993 | Partit Comunista de Letònia (fins 1991) |

## Presidents del Saeima (després 1993)
| Nom                 | Data                                         | Partit                                                                  |
| ------------------- | -------------------------------------------- | ----------------------------------------------------------------------- |
| Anatolijs Gorbunovs | 6 de juliol de 1993-7 de novembre de 1995    | Via Letona                                                              |
| Ilga Kreituse       | 7 de novembre de 1995-26 de setembre de 1996 | Partit Democràtic Saimnieks                                             |
| Alfrēds Čepānis     | 26 de setembre de 1996-3 de novembre de 1998 | Partit Democràtic Saimnieks                                             |
| Jānis Straume       | 3 de novembre de 1998-5 de novembre de 2002  | Per la Pàtria i la Llibertat/LNNK                                       |
| Ingrīda Ūdre        | 5 de novembre de 2002-7 de novembre de 2006  | Unió de Verds i Agricultors (Unió d'Agricultors Letons)                 |
| Indulis Emsis       | 7 de novembre de 2006-24 de setembre de 2007 | Unió de Verds i Agricultors (Partit Verd de Letònia)                    |
| Gundars Daudze      | 24 de setembre de 2007-2 de novembre de 2010 | Unió de Verds i Agricultors (Letònia i Ventspils)                       |
| Solvita Āboltiņa    | 2 de novembre de 2010-4 de novembre de 2014  | Unitat (Partit de la Nova Era)                                          |
| Ināra Mūrniece      | 4 de novembre de 2014-Titular                | Aliança Nacional (Tot per Letònia! – Per la Pàtria i la Llibertat/LNNK) |